# Tantilla planiceps
Tantilla planiceps – gatunek węża z rodziny połozowatych (Colubridae).

## Systematyka
Taksonomowie wprowadzili pewne zmiany w klasyfikacji: zmniejszyli zakres nazwy T. planiceps, wyjmując z niej uprzednio zaliczane do tego gatunku Tantilla hobartsmithi, Tantilla atriceps i Tantilla yaquia. Z kolei włączono doń Tantilla eiseni, nie zgadzając się na przyznanie tej ostatniej rangi osobnego gatunku.
Węże te zaliczane są do rodziny połozowatych, do której zaliczano je od dawna. Starsze źródła również umieszczają Tantilla w tej samej rodzinie Colubridae. Używają jednak dawniejszej polskojęzycznej nazwy wężowate czy też węże właściwe, poza tym Colubridae zaliczają do infrapodrzędu Caenophidia, czyli węży wyższych. W obrębie rodziny rodzaj Tantilla należy do podrodziny Colubrinae.

## Rozmieszczenie geograficzne
Tantilla planiceps zasiedla Kalifornię w Stanach Zjednoczonych Ameryki oraz północno-zachodni Meksyk (stany Kalifornia Dolna i Kalifornia Dolna Południowa).
Habitaty, w których bytuje, obejmują tereny trawiaste, porośnięte krzakami tereny nadmorskie, cierniste krzewy, chaparral, lasy sosnowo-dębowe, skraje pustyń, tereny kamieniste.

## Zagrożenia i ochrona
Liczebność węża nie została dokładnie oszacowana. Zapewne przekracza ona 10 000 dorosłych osobników, a być może i 100 000, utrzymując się na stabilnym poziomie.